# Lubaba bint al-Harith
 (signalé en mai 2025).
Si vous disposez d'ouvrages ou d'articles de référence ou si vous connaissez des sites web de qualité traitant du thème abordé ici, merci de compléter l'article en donnant les références utiles à sa vérifiabilité et en les liant à la section « Notes et références ».
- Archive Wikiwix
- Bing
- Cairn
- DuckDuckGo
- E. Universalis
- Gallica
- Google
- G. Books
- G. News
- G. Scholar
- Persée
- Qwant
- (zh) Baidu
- (ru) Yandex
- (wd) trouver des œuvres sur Wikidata

Lubaba bint al-Harith ou Umm al-Fadl Lubaba (morte en 655) est l'épouse de ‘Abbas ibn ‘Abd al-Muttalib, oncle de Mahomet, et l'une des premières converties à l'islam. Elle est également la mère d'Abdullah ibn Abbas. Deux de ses sœurs, Maymouna bint al-Harith et Zaynab bint Khouzayma, ont épousé Mahomet.